# Wangaraneus zioni
Espèce
Synonymes
- Hypsosinga zioni Mi, Li & Pham, 2023

Wangaraneus zioni est une espèce d'araignées aranéomorphes de la famille des Araneidae.

## Distribution
Cette espèce se rencontre au Viêt Nam et en Chine au Yunnan,.

## Description
La femelle holotype mesure 2,65 mm.
Le mâle décrit par Mi, Wang et Li en 2024 mesure 2,30 mm et la femelle 2,70 mm.

## Systématique et taxinomie
Cette espèce a été décrite sous le protonyme Hypsosinga zioni par Mi, Li et Pham en 2023. Elle est placée dans le genre Wangaraneus par Mi, Wang et Li en 2024.

## Publication originale
- Mi, Li & Pham, 2023 : « On five new species of the genera Araneus and Hypsosinga (Araneae, Araneidae) from Vietnam. » ZooKeys, vol. 1161, p. 69-87 (texte intégral).